# Серозні мансонельози
Серо́зні мансонельо́зи — антропонозні гельмінтози з клінічної підгрупи серозних філяріїдозів, групи філяріїдозів. Їх спричинюють гельмінти Mansonella perstans та Mansonella ozzardi. Часто у медичній літературі їх об'єднують в одне поняття «мансонельоз» (англ. Mansonelliasis, Mansonellosis), що не є правильним, адже це дві різні хвороби, що мають певні спільні риси. але їх спричинюють абсолютно різні види гельмінтів, а схожість уражень обумовлена виключно конвергентною еволюцією. Тому доцільним є їх поки що об'єднувати під загальною назвою в множині — серозні мансонельози, ще й підкреслюючи їх патогенетичну особливість, а саме ураження серозних порожнин тіла.
Існує також плутанина у багатьох джерелах через схожі старі назви Mansonella perstans та збудника підшкірного мансонельозу — Mansonella streptocerca. Адже цих гельмінтів раніше визначали як таких, що належали до таксономічних утворень Acanthocheilonema, Dipetalonema, Tetrapetalonema. Тому дуже часто в медичній літературі XX століття їх називали акантохейлонематозом, дипеталонематозом, тетрапеталонематозом, часто помилково визначаючи різні хвороби однаковою назвою, що призводило до плутанини. На сьогодні ці назви стосовно Mansonella perstans та Mansonella streptocerca вже не використовують.
Не слід плутати серозні мансонельози з підшкірним мансонельозом, який належить до іншої клінічної підгрупи філяріїдозів — «Підшкірні філяріїдози».

## Історичні відомості

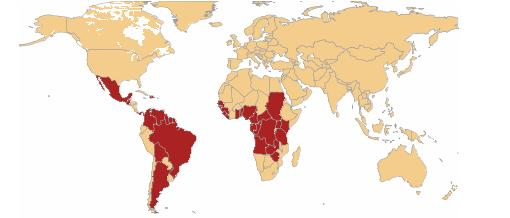
Мапа поширення мансонельозів (2009 р.)

Мікрофілярії Mansonella perstans вперше виявив шотландський паразитолог Патрік Менсон у 1890 році в крові пацієнта із Західної Африки, якого госпіталізували в Лондоні з сонною хворобою. Він назвав їх Filaria sanguinis hominis minor зважуючи на те, що вони нагадували мікрофілярії Loa loa, але були значно меншими за розміром. Мікрофілярії Loa loa на той час носили назву Filaria sanguinis hominis major. Пізніше назву змінили на Filaria Sanguinis Hominis perstans, але в подальшому її скоротили до Filaria perstans задля виконання вимог подвійності назви видів у системі зоологічної номенклатури. У наступні роки, відбувалися численні зміни в родовому статусу паразита і тому в різний час існували назви Acanthocheilonema perstans, Tetrapetalonema perstans і Dipetalonema perstans. У 1984 році переглянули рід Mansonella і включили perstans туди, давши їм сучасну назву — Mansonella perstans. Дорослі особини вперше були знайдені у брижі і в жировому шарі під перикардом під час розтину двох померлих аборигенних індіанців у Британській Гвіані, в яких прижиттєво знайшли мікрофілярій Mansonella perstans у крові. У 1927 році Н. Шарп виявив повний розвиток Mansonella perstans в організмі мокреців Culicoides grahami, що дало можливість зробити висновок про роль цих комах у передачі цієї паразитарної хвороби. У 1928 році він зробив такий висновок стосовно ролі в передачі хвороби в Африці Culicoides austeni.

## Актуальність
Інвазію, яку спричинює Mansonella perstans, вважають досить широко поширеним людським філяріїдозом у багатьох частинах Африки на південь від Сахари. Її виявляють у 33 країнах цього регіону. Ця інвазія є дуже поширеною в ендемічних районах, навіть серед дітей. Є припущення, що зараженими там є близько 114 млн людей. Разом з тим цю інвазію вважають одною з найменш вивчених серед філяріїдозів. Однією з причин цього є те, що інвазія поширена переважно серед сільських жителів найбідніших районів. Також клінічні ознаки цієї хвороби часто є невиразними або нетиповими. Є свідчення, що часто цю хворобу не виявляють у людей, що приїхали з ендемічних регіонів, вважаючи ті патологічні зміни, що виникли, зумовленими іншими захворюваннями. Також через поширеність у цих регіонах інших філяріїдозів (лоаозу, онхоцеркозу, вухереріозу) частим є поєднання інвазії, яку спричинює Mansonella perstans, з цими гельмінтозами, через що їх клінічні прояви затьмарюють ознаки, які зумовлює Mansonella perstans. З Африки імовірно під час работоргівлі з рабами хворобу занесли до Південної Америки і в цьому новому середовищі збудник адаптувався до нових переносників. На сьогодні інвазія, яку спричинює Mansonella perstans, також передається в багатьох тропічних районах Південної Америки, що межують з Атлантичним океаном.

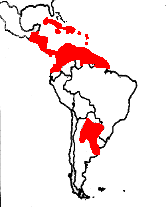
Мапа поширення Mansonella ozzardi.

Mansonella ozzardi є паразитом Нового Світу. Його знаходять у багатьох регіонах Центральної та Південної Америки від Мексики до Аргентини. Гельмінта також виявляють на Карибах. Гельмінт найбільш поширений серед тубільного індіанського населення, а серед країн — у Бразилії, де до 52 % бразильських селян є зараженими.

## Етіологія
Є припущення, що під час укусу людини переносником мокрецями з роду Culicoides, личинки Mansonella perstans покидають організм комахи через різницю температур в організмі комахи та людини. Стадії подальшого розвитку в людині до зрілої дорослої стадії, і час, який потрібен на це (так званий препатентний період), невідомі. Дорослих особин Mansonella perstans рідко зустрічають, переважно тоді, коли їх витягають зі сполучної тканини серозних порожнин тіла під час операції або аутопсії. Вони мають циліндричну форму, самиці розмірами 50-80 мм × 80-120 мкм, а самці — 35-45 мм × 50-60 мкм. Самиці народжують велику кількість мікрофілярій, які сягають завдовжки 180—200 мкм, завширшки — 4-4,5 мкм. Тривалість життя дорослих особин невідома. Мікрофілярії присутні в крові протягом усієї доби, хоча все ж таки протягом дня їх концентрація вища. Є припущення, що в різних районах Африки існують різновиди Mansonella perstans.
До організму мошок мікрофілярії потрапляють під час їх живлення кров'ю людини. Відомо про їх ранній період перебування у мокреці, коли вони покидають шлунок та мігрують до грудних м'язів, де протягом перших 5 діб формують «ковбасоподібну» форму і зростають завдовжки. Подальшу їх трансформацію не вивчили, є імовірним, що в організмі комах вони проходять щонайменше 2 ліньки, як це відбувається в циклах інших філярій. Інвазійними є такі личинки, що завдовжки сягають 750—900 мкм, їх можна побачити в хоботку комахи через 7-9 днів після зараження. Личинки переходять з хоботка, розтягуючи і, нарешті, розпираючи термінальну частину губи мошки. Під час укусу вони потрапляють через ранку до кровотоку людини.
Mansonella ozzardi мають циліндричну симетричну форму, з другою порожнину тіла (перша — кишка), який займає простір між мезодермою стінки тіла та ентодермою кишки гельмінта (лат. pseudocoelum). Має кутикули, що складають захисний шар, який може витримати суворі умови в травному тракті людських хазяїв. Мають поздовжні м'язи, які проходять уздовж стінки їхньог тіла. У них також є спинний, вентральної та поздовжні нервові шнури, пов'язані з цими м'язами. У дорослих особин самиці більші за самців. Самиця, як вважають, випускає феромони для залучення самців. Коли самець знаходить самицю, він звивається навколо неї суворо над її генітальним отвором. Спікули самець використовує для утримання самиці під час спарювання. Сперма самця, як в усіх нематод, не має джгутиків, як в ссавців. Рухи сперматозоїдів нагадують моторику амеб.

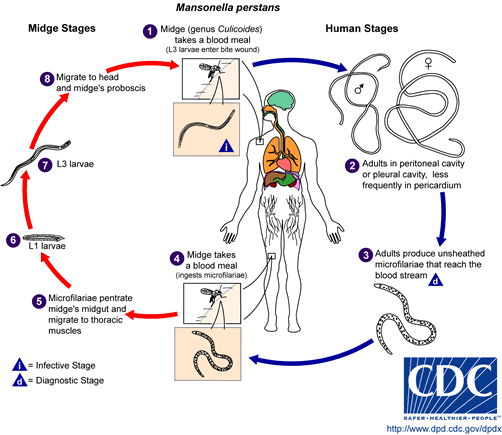
Життєвий цикл Mansonella perstans.

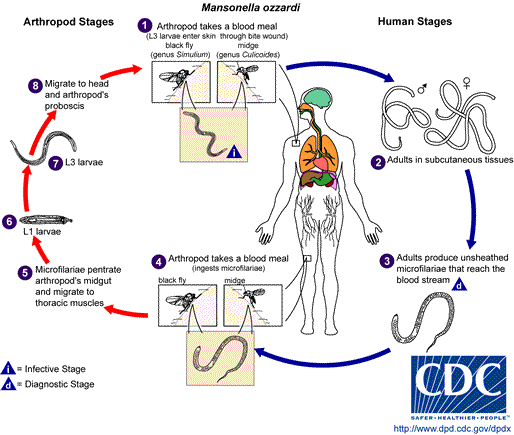
Життєвий цикл Mansonella ozzardi.

## Епідеміологічні особливості

### Джерело інфекції

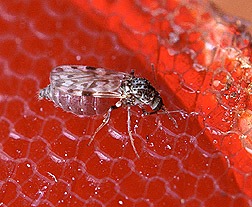
Переносник хвороби — кусючі мокреці.

Джерелом та резервуаром є люди, в організмі яких відбувається мікрофіляріємія.

### Механізм передачі
Механізм передачі інфекції — трансмісивний. Переносниками Mansonella perstans є кусючі мокреці, що належить до роду Culicoides. Різні види Culicoides мешкають по всьому світу, в деяких районах їхня кількість є дуже високою, що робить їх численні укуси великою проблемою для людей і домашніх тварин. Culicoides мають короткий вертикальний хоботок і крила, які складені ножицями на животі в стані спокою. Як правило, вони є 1-4 мм завдовжки. Крила у більшості видів мають візерунок зі світлих і темних знаків. Тільки самиці живляться кров'ю, яка є необхідною для дозрівання яєць. Яйця відкладають у невеликі купки в самих різних місцях і до різних матеріалів, в залежності від уподобань кожного виду. До них відносять гній, гниючі рослини, бруд, сміття, до ям, боліт, солончаків, берегів річок і дуплах дерев, через що часто мешкають поблизу людських хатин. Кусають частіше вдень, але можуть це робити рідше протягом інших частин доби. Дорослі мокреці роду Culicoides може жити протягом декількох тижнів або навіть довше. Їх дальність польоту обмежується до декількох сотень метрів від їхніх місць виплоду, але їх іноді може розсіяти далі вітер. Кількість крові при ковтанні варіює залежно від розміру особин виду, і, в цілому, вона є значно меншою, ніж висмоктують африканські комарі-переносники малярії та лімфатичних філяріїдозів. Маса заковтнутої крові завжди трохи перевищує вагу голодної самиці. Рід Culicoides у Східній Африці налічує близько 61 виду, але роль усіх цих видів як переносників Mansonella perstans на даний час ще не розкрили.
Є свідчення про можливість гемоконтактної передачі інвазії, яку спричинює Mansonella perstans — після випадкового переливання крові від донорів, що були заражені, знаходили живих мікрофілярій у реципієнтів. Вони досить швидко зникали, тому спостерігачі зробили припущення, що за клінічні прояви хвороби відповідальними є дорослі особини. Не виключають й можливість вертикальної передачі.
Хоча мікрофілярії та дорослі особини Mansonella perstans мають схожість з філяріями Mansonella vanhoofi, які спричинюють гельмінтоз у горил та шимпанзе, однак немає свідчень на користь передачі їх до людей, так само, як немає свідчень того, що Mansonella perstans здатні паразитувати у мавп та передаватися від них людям, тобто інвазія, яку спричинює Mansonella perstans, не є зоонозом.
Переносниками Mansonella ozzardi є два типи членистоногих, які харчуються кров'ю людини — мокреці (рід Culicoides) і мошки (рід Simulium). У Карибському регіоні гельмінта передають мокреці, тоді як в басейні Амазонки та інших місцях материкової частини Південної Америки це мошки.

### Сприйнятливій контингент та імунітет
Через відсутність серйозних досліджень ані сприйнятливість, ані імунітет не прояснені. Відомо, що найбільша кількість заражених є у найбідніших верствах населення, що скоріше пов'язано з відсутністю ефективного захисту, аніж з певними імунологічними особливостями.

## Патогенез
Патогенність Mansonella perstans та Mansonella ozzardi потребує подальших досліджень. Хоча дорослі особини живуть в порожнинах тіла та брижі, вони, здається, не спричинюють практично ніякої шкоди своїм людським хазяям. В результаті, інфіковані люди рідко мають якісь суттєві ознаки.

## Клінічні ознаки
У МКХ-10 виділяють серозні мансонельози у розділі "Мансонельози (B74.4). Більшість клінічних проявів пов'язують не з мікрофіляріями, а міграцією дорослих особин в організмі людини. Основними клінічними проявами серозних мансонельозів вважають:
- гострий набряк в ділянці передпліч, кистей рук і / або на обличчі, які, як правило, проходять відступає протягом приблизно 3-4 днів, часто повторюються, нагадують калабарські пухлини при лоаозі;
- свербіння шкіри з або без висипу чи виразки;
- біль або напруження в ділянках синовіальних оболонок суглобів;
- біль або напруження в ділянці серозних порожнин;
- біль або дискомфорт в ділянці печінки;
- неврологічні та психічні розлади;

## Діагностика
Діагноз встановлюють, як правило, шляхом виявлення та ідентифікації мікрофілярій, які циркулюють в крові. Через те, що мікрофілярії присутні в периферичній крові у майже рівних концентраціях протягом дня та ночі, мазки крові для мікроскопічної діагностики можна отримати від хворого у будь-який момент часу доби. Для діагностики використовують як товсту краплю, так і тонкі мазки крові, що фарбують за Романовським—Гімзою. Також для збільшення можливостей мікроскопічної діагностики використовують техніку збагачення за допомогою забору крові через капіляр, проведення попереднього центрифугування.
Окрім цього мікрофілярії також можна виявити в асцитичній рідині, у плевральному випоті, в мазках або біоптатах з інших органів тіла, в тому числі, з кісткового мозку. Дорослого гельмінта можна знайти під час оперативного втручання або аутопсії. Імунологічні тести не продемонстрували при цих гельмінтозах задовільних результатів.

## Лікування
У лікуванні цих гельмінтозів на відміну від інших філяріїдозів існує багато не проясненого та суперечливого. Проведені дослідження із застосування диетилкарбамазину, івермектину, альбендазолу, мебендазолу не показали доказаних ефективних результатів, що дало б змогу їх впровадити у широку медичну практику. Як при інших філяріїдозах, при серозних мансонельозах визначили в останні роки ендосимбіотичну роль у житті філярій бактерій Wolbachia, а також демонстрація того, що усунення їх за допомогою доксицикліну призводить до різкого скорочення рівня мікрофілярій в крові, що є перспективною відправною точкою для розробки нових терапевтичних підходів до лікування серозних мансонельозів. Застосування доксицикліну також дає можливість лікування фонової тропічної малярії, адже цей антибіотик діє й на збудника малярії.

## Профілактика
Профілактику передачі слід здійснювати за допомогою носіння закритої одежі, використання репелентів та інсектицидів. Використання останніх на якомусь водоймищі знищує личинок комах на відстані до 10 кілометрів від місця розпилення препарату. Однак через велику відстань, яку здатні подолати переносники, доводиться обробляти великі площі водойм. Слід пам'ятати, що мокреці роду Culicoides настільки дрібні, що вільно проходять через антимоскітні сітки, які не дають при цих хворобах захисту. Певне значення має проведення лікування заражених за допомогою івермектину, що дає змогу перервати ланцюг передачі.